# Xã Blackwater, Quận Cooper, Missouri
Xã Blackwater (tiếng Anh: Blackwater Township) là một xã thuộc quận Cooper, tiểu bang Missouri, Hoa Kỳ. Năm 2010, dân số của xã này là 387 người.